# Baltimore (Ohio)
Baltimore – wieś w USA, w stanie Ohio, w hrabstwie Fairfield.
Liczba mieszkańców w 2000 roku wynosiła 2 881.